# La leona (telenovela de 2016)
La Leona es una telenovela argentina producida por El Árbol a cargo de Pablo Echarri y Martín Seefeld en asociación con Grupo Telefe. Estuvo protagonizada por Nancy Dupláa y Pablo Echarri. Antagonizada por Juan Gil Navarro, Mónica Antonópulos, Dolores Fonzi, Peter Lanzani, Ludovico Di Santo, Martín Seefeld y los primeros actores Miguel Ángel Solá y Esther Goris. También, contó con las actuaciones especiales de Diego Alonso, Julia Calvo, Alfredo Castellani, Andrea Pietra, Marco Antonio Caponi y los primeros actores Lito Cruz, Hugo Arana, Susú Pecoraro y Patricia Palmer. Y las presentaciones de Joaquín Flamini, Antonia Bengoechea, Paula Cancio, Nico García, Azul Fernández y Andrea Rincón. En 2017 obtuvo el premio Martín Fierro a la mejor ficción diaria.
Su primera emisión fue el 18 de enero de 2016 y su última emisión el 14 de julio de 2016 luego de 116 capítulos. Se transmitía de lunes a viernes a las 23:45 por la pantalla de Telefe.

## Sinopsis
Se basa en una fábrica textil a punto de quebrar en donde María Leone (Nancy Dupláa), desempeñará un rol fundamental, defendiendo los derechos de los empleados de esta fábrica propiedad de la familia Miller.

## Críticas
El periodista Hernán Khatchadourian definió a la telenovela como una de las tantas que se produjeron con escaso presupuesto y que adolece de un argumento que se repite en otras producciones del mismo estilo, en las que Echarri vuelve a interpretar el papel de abogado.
La periodista Gimena Lepere hizo su crítica respecto al primer capítulo de la serie, destacando que un vídeo de la historia con más de 50 años de antigüedad brindó el relato en primera persona de María Leone, interpretada por Nancy Dupláa, y presentando en los primeros diez minutos al barrio de La Hilada, a la familia, a la fábrica (lugar de nacimiento de ella), su vida como adolescente incluyendo sus noviazgos e hijos. Y más tarde aparecen en escena el resto de los personajes, presentación que termina con la frase “Esta soy yo, y esta es mi historia” pasando luego la escena a los intereses económicos, vicios como el sexo y el alcohol que se entremezclan con la rutina diaria de los trabajadores. Y luego la primera escena de sexo entre Dupláa y Echarri, que en la vida real tienen dos hijos, que se presenta como algo cotidiano sin preparación ni tampoco fin. Como en toda telenovela no podían faltar los malos o villanos, en este caso interpretados por Miguel Ángel Solá y Mónica Antonópolus que en su presentación lograron darle a la historia el suspenso necesario para esperar el próximo capítulo. Asimismo la periodista destaca los flashback y voces en off que aparecen por lo menos una vez por cada aparición de los protagonistas, dificultando por momentos la capacidad del televidente de unir el pasado con la realidad montada en la fábrica; por último la crítica afirma que el primer capítulo cumplió con el objetivo de contar un cuento con la energía que el televidente esperaba.

## Reparto
- Nancy Dupláa como María Leone "La Leona"
- Pablo Echarri como Franco Uribe / Diego Miller Liberman
- Mónica Antonópulos como Julieta "July" Irigoyen
- Juan Gil Navarro como Gabriel Miller Liberman
- Ludovico Di Santo como Alexander "Alex" Arizmendi
- Dolores Fonzi como Eugenia Leone
- Esther Goris como Diana Liberman
- Miguel Ángel Solá como Klaus Miller
- Susú Pecoraro como Sofía Uribe / Sarah Liberman
- Peter Lanzani como Brian Miller Liberman
- Hugo Arana como Pedro Salvador Leone
- Patricia Palmer como Isabella Medeiros
- Julia Calvo como  Beatriz "Betty" Pardo
- Alfredo Castellani como Bernardo García
- Antonia Bengoechea como Abril Uribe Pécora / Abril Miller Pécora
- Paula Cancio como Nurith Torres
- Martín Seefeld como Alberto "Coco"  Zanneti
- Andrea Pietra como Estela Castro
- Diego Alonso como Fabián Suárez
- Nico García como Carlos "Charly" Leone
- Joaquín Flamini como Facundo Leone/Suárez
- Azul Fernández como Paola Zanneti
- Andrea Rincón como Carla Fiorito
- Lito Cruz como Homero Stronatti
- Fabian Fiori como el comisario Marquez
- Nahuel Mutti como Canevaro
- Ricardo Larrama como Jacinto
- Gastón Biagioni como Luna
- Horacio Roca como Kepler
- Martín Gross como El Polaco
- Mario Moscoso como Benítez
- María Dupláa como Vera Ortíz
- Sandra Villani como Arrollo
- Pepe Soriano como Samuel Liberman
- Malena Narvay como María Leone (joven)
- Lucas Escariz como Klaus Miller (joven)
- Barbara Strauss como Diana Liberman (joven)
- Delfina Chaves como Sarah Liberman (joven) / Ruth Liberman
- Alejandra Darín como Esther Liberman
- Jorge Digilio como Pedro Leone (joven)
- ¿? como  Isabella Medeiros (joven)
- Natalia Figueiras como Pía Bebilacua
- ¿? como Octavio Bebilacua
- Liliana López Foresi como Carmen
- Gustavo De Filpo como periodista

## Premios y nominaciones
| Año  | Premiación            | Categoría                                         | Receptor                                          | Resultado | Ref.  |
| ---- | --------------------- | ------------------------------------------------- | ------------------------------------------------- | --------- | ----- |
| 2016 | Premios Notirey       | Mejor ficción diaria                              | La Leona                                          | Nominado  | [ 5 ] |
| 2016 | Premios Notirey       | Revelación masculina                              | Nico García                                       | Nominado  | [ 5 ] |
| 2016 | Premios Notirey       | Revelación femenina                               | Andrea Rincón                                     | Nominada  | [ 5 ] |
| 2016 | Premios Notirey       | Mejor protagonista femenina en ficción diaria     | Nancy Dupláa                                      | Nominada  | [ 5 ] |
| 2016 | Premios Notirey       | Mejor protagonista masculino en ficción diaria    | Pablo Echarri                                     | Nominado  | [ 5 ] |
| 2016 | Premios Notirey       | Mejor actriz de reparto                           | Esther Goris                                      | Nominada  | [ 5 ] |
| 2016 | Premios Notirey       | Mejor actriz de reparto                           | Mónica Antonópulos                                | Nominada  | [ 5 ] |
| 2016 | Premios Notirey       | Mejor actor de reparto                            | Marco Antonio Caponi                              | Nominado  | [ 5 ] |
| 2016 | Premios Notirey       | Mejor actor de reparto                            | Ludovico Di Santo                                 | Nominado  | [ 5 ] |
| 2016 | Premios Notirey       | Mejor actor protagónico                           | Hugo Arana                                        | Nominado  | [ 5 ] |
| 2016 | Premios Notirey       | Mejor actriz protagónica                          | Susú Pecoraro                                     | Nominada  | [ 5 ] |
| 2016 | Premios Tato          | Mejor cortina musical                             | María María — Miss Bolivia                        | Nominada  | [ 6 ] |
| 2016 | Premios Tato          | Mejor dirección en ficción                        | Juan Carlos Luna, Omar Aiello y Pablo Ambrosini   | Nominados | [ 6 ] |
| 2016 | Premios Tato          | Mejor dirección de arte en ficción                | Brenda Kreiner, Anna Carnovale y Lucía Acuña      | Nominadas | [ 6 ] |
| 2016 | Premios Tato          | Mejor vestuario en ficción                        | Georgina Duarte y Anabela Mosca                   | Nominadas | [ 6 ] |
| 2016 | Premios Tato          | Mejor edición en ficción                          | Hernán Luna, Alejandro Pis Sánchez y Adrián Pardo | Nominados | [ 6 ] |
| 2016 | Premios Tato          | Mejor escenografía en ficción                     | Silvana Guiostozzi y Roberto Domínguez            | Nominados | [ 6 ] |
| 2016 | Premios Tato          | Mejor actriz protagónica drama                    | Nancy Dupláa                                      | Nominada  | [ 6 ] |
| 2016 | Premios Tato          | Mejor programa ficción diaria                     | La Leona                                          | Nominado  | [ 6 ] |
| 2017 | Premios Martín Fierro | Mejor ficción diaria                              | La Leona                                          | Ganadora  | [ 7 ] |
| 2017 | Premios Martín Fierro | Mejor actor protagonista de ficción diaria/drama  | Pablo Echarri                                     | Nominado  | [ 7 ] |
| 2017 | Premios Martín Fierro | Mejor actriz protagonista de ficción diaria/drama | Nancy Dupláa                                      | Ganadora  | [ 7 ] |
| 2017 | Premios Martín Fierro | Mejor actor de reparto                            | Miguel Ángel Solá                                 | Ganador   | [ 7 ] |
| 2017 | Premios Martín Fierro | Mejor actriz de reparto                           | Mónica Antonópulos                                | Nominada  | [ 7 ] |
| 2017 | Premios Martín Fierro | Revelación                                        | Andrea Rincón                                     | Ganadora  | [ 7 ] |
| 2017 | Premios Martín Fierro | Revelación                                        | Paula Cancio                                      | Nominada  | [ 7 ] |
| 2017 | Premios Martín Fierro | Mejor autor/libretista                            | Pablo Lago y Susana Cardozo                       | Nominados | [ 7 ] |
| 2017 | Premios Martín Fierro | Mejor cortina musical                             | María María — Miss Bolivia                        | Nominada  | [ 7 ] |

## Ficha técnica
- Producción: Telefe – El Árbol
- Autores: Pablo Lago – Susana Cardozo
- Colaboración Autoral: Sol Levinton - Gabriel Patolsky - Javier Rozenwasser
- Tema de apertura: Miss Bolivia - «María María»
- Casting: Florencia Macaya – Verónica Bruno
- Iluminación: Alberto Echenique – Juan Lira – Gerardo Soldatos
- Corrección de color: Fernando Gabriel Rivas (AAC)
- Sonido: Carlos Serrano – Luis Quiroga – Juan Manuel Mora
- Escenografía: Silvana Giustozzi – Roberto Domínguez
- Ambientación: Brenda Kreiner – Anna Carnevale – Lucila Acuña
- Asesoras de vestuario: Georgina Duarte – Anabella Mosca
- Edición: Adrián Pardo – Alejandro Luccioni – Gabriel Magnanelli – Adrián Irace
- Musicalización: Federico Martínez
- Productores técnicos: Gerardo Sosa – Rubén Bertora
- Producción: Diego González – Alelen Villanueva – Cecilia Schargrosky – Paula Sena – Alejandro Niveyro – Susana Pompo – Bárbara Alperowicz – Martín Colombo – Laura Giardina – Matías Abed
- Post-producción: Hernán Luna – Alejandro Pis Sánchez – Gabriel Budnikas
- Coordinación de producción: Osvaldo Codazzi
- Asistentes de dirección: Marcelo Pereyra – Claudio Ratti – Pablo Landoni
- Productores artísticos: Pablo Echarri – Gustavo Marra
- Producción ejecutiva: Andrea Tuozzo
- Productor general: Martín Seefeld
- Dirección: Negro Luna – Pablo Ambrosini – Omar Aiello

## Recepción
Días antes del estreno, un grupo de internet, que Miguel Ángel Solá atribuyó a punteros políticos del gobierno nacional, llamó a un boicot contra la novela, debido a la posición tomada a favor del kirchnerismo de Pablo Echarri y Nancy Dupláa. El presidente Mauricio Macri deseó suerte a la novela en su estreno, y criticó los boicots. Mientras otros medios atribuyeron el llamado al boicot a seguidores macristas y votantes de Cambiemos, siendo comparado con las listas negras
varias figuras del espectáculo criticaron el intento de boicot. Pese al intento de boicot el día de su estreno superó ampliamente a sus competidores.
En el día de su estreno logró picos de 18 puntos de índice de audiencia, siendo lo más visto del día. Mantuvo la misma medición al día siguiente; hasta la superó por unas décimas, alcanzando varias veces el puesto de lo más visto en su segmento. Con el inicio de Showmatch, se vio muy perjudicada logrando apenas entre 6 y 10 puntos de índice de audiencia frente a los 17/19 puntos de la competencia.
Tras ganar el Martín fierro, algunos medios  denunciaron que algunos funcionarios del macrismo se habrían comunicado con miembros de APTRA para sugerir que los protagonistas de la ficción La Leona, opositores al macrismo, no sean distinguidos en la ceremonia. En 2017 el periodista especializado en espectáculos Jorge Rial reveló que varios funcionarios del gobierno de Mauricio Macri se acercaron a APTRA para sugerir que figuras críticas al gobierno no ganen los Martín Fierro, entre ellos el elenco de la Leona. Previamente, una semana antes de los premios Macri invitó a la residencia de Olivos a varios periodistas del espectáculo, entre ellos miembros de Aptra, incluido el presidente de la asociación fuera de la agenda oficial, por lo que no saldría en el Boletín Oficial del Presidente. Se iba a tratar de una reunión absolutamente secreta y "off the record"; según la revista Pronto uno de los temas tratados es que en la entrega de los premios Martín Fierro no se dé ningún discurso en contra del macrismo y que, de realizarse, ellos no le den repercusión en sus respectivos programas de televisión.

## Audiencia
La leona debutó el 18 de enero, en la pantalla de Telefe, con un índice de audiencia de 15.5 puntos, siendo ese día lo más visto de la jornada.
Su marca más alta la cosechó en su segunda emisión, cuando alcanzó un índice de audiencia de 16.3 puntos.
En las 115 emisiones que duró la ficción, el promedio que obtuvo fue de 10.5 puntos. En tres oportunidades fue lo más visto del día: 18, 19 y 28 de enero.

## Banda sonora
- Zacar: "Soleado"
- Ilan Eshkeri: "Butterfly" , "Speech"
- Alexandre Desplat: "Farewell To Christopher"
- Guillermo Guareschi: "Rampage" (MX47)
- Guillermo Guareschi: "Ambiguity" (Amazing Music)
- Guillermo Guareschi: "The Task" (Amazing Music)
- Guillermo Guareschi: "Someone's Under My Bed" (Amazing Music) , "Abandoned" (Amazing Music) , "Race of Fear" (Amazing Music)
- Guillermo Guareschi: "Shame"
- Juan Carlos Calegari: "Open Sky" , "Frontal" , "A Mil"
- Willy Cooper: "Gaita Miller (Locura)"
- Willy Cooper: "Blues y Gritos"
- Blas Alberti: "Terror 2011"
- Richard Freitas: "Heater" (Audiosparx)
- Goran Bregovic: "Cajesukarije-cocek"
- Shigeru Umebayashi: "2046 Main Theme"
- Tomandandy: "Umbrella"
- Hans Zimmer: "Black Smoke" , "503",  "Cornfield Chase" , "I'm Going Home" , "Mountains" , "Day One" , "First Step" , "Where We're Going" , "Stay"
- Hans Zimmer , Pharrell Williams: "You're That Spider Guy"
- John Williams: "OYF'N Pripetshok/Nacht Aktion" , "Sayuri's Theme and End Credits"
- Reinhold Heil , Tom Tykwer, Johnny Klimek: "Meeting Laura"
- James Horner: "Revenge (Legends of the Fall)"
- Steve Jablonsky: "The Battle Room"
- James Newton Howard: "Snow's Execution"
- Beyonce: "Back To Black"
- Christopher Lennertz: "Blood Drops Keep Falling On My Head"
- Brian Tyler: "Partition End Title"
- Thenewno2: "The Curse Reveals Itself (Traigic Love Theme)
- Michael Giacchino: "The Eyeland"
- Alan Silvestri: "Ouija Board"
- Craig Armstrong: "Balcony Scene"
- M83: "Vision, pt. 1"
- Rachel Portman: "Vianne Confronts the Comte"
- Zbigniew Preisner: "Song for the Unification of Europe"
- Alberto Iglesias: "Me Voy a Morir de Tanto Amor"